# Villa Vecchia (Monte Porzio Catone)
Villa Angelina o Villa Vecchia è una delle dodici Ville Tuscolane.
Si trova lungo la strada che collega Frascati a Monte Porzio Catone, ha una lunga storia legata alle vicissitudini dei suoi proprietari che inizia all'incirca nel 1558 con la costruzione di un edificio di modeste proporzioni da parte del Cardinale Giovanni Ricci di Montepulciano del titolo di San Vitale, che ebbe il desiderio di possedere un luogo dove riposare o fare  una vacanza ma anche di avere un'impresa agricola produttiva, il tutto nei pressi della villa Rufina di Frascati del Papa Paolo III.
Nel 1561 il Cardinale Ricci deve allontanarsi da Roma per importanti incarichi così vendette la villa ed i terreni l'8 giugno del 1562 al Cardinale Ranuccio Farnese che porta a compimento la costruzione iniziata dal Cardinale Ricci e denominandola Villa Angelina, dal suo titolo cardinalizio di Sant'Angelo.
Alla morte del Cardinale Ranuccio Farnese gli eredi vendono la villa Angelina ed i terreni nel 1567 al Cardinale Marco Sittico Altemps.
Nel 1568 iniziano i lavori di ristrutturazione della villa con l'intervento degli architetti Giacomo Barozzi  da Vignola e Martino Longhi il vecchio, ed il Cardinale Altemps ribattezza la villa come Villa Tuscolana. Tra i pittori che verranno ingaggiati per decorare le pareti ed i soffitti della villa vi fu certamente Cornelio de Witte, ma con la distruzione della villa durante gli eventi bellici della Seconda Guerra Mondiale, sono andati perduti.
Viene realizzata all'interno della villa anche una cappella dedicata a S. Gregorio in onore del pontefice che la inaugurerà il 18 maggio 1573 che concede indulgenze con un Breve.
Nel 1571 il Cardinale Marco Sitico Altemps fa costruire anche delle abitazioni per gli addetti ai lavori agricoli su dei ruderi di una villa romana, alcune sostruzioni di questa villa oggi sono denominate Barco Borghese. Nel giardino della villa vengono alla luce tratti di strada romana basolata.
Nel XX secolo la denominazione della villa diviene Villa Vecchia  e proprietari i Padri Gesuiti che provvedono anche alla ricostruzione dell'edificio su un progetto architettonico che, anche se non ha più le caratteristiche esatte di quello precedente è un accostamento tra il vecchio disegno e le nuove più moderne esigenze.
Poco dopo la ricostruzione la villa viene ceduta ad un istituto di suore che poi vendono la villa ad un proprietario privato che trasforma l'edificio in un albergo.